# Microcrambus agnesiella
Microcrambus agnesiella är en fjärilsart som beskrevs av Dyar 1914. Microcrambus agnesiella ingår i släktet Microcrambus och familjen Crambidae. Inga underarter finns listade i Catalogue of Life.